# Andrée Brossin de Méré
Andrée Brossin de Méré (* 1915 in Genf; † 1987 in Paris) war eine Schweizer Textilkünstlerin.

## Leben und Werk
Andrée Brossin de Méré war Tochter einer Malerin. Sie belegte Zeichen- und Malkurse an der Kunsthochschule in Lausanne. Später studierte sie in Rom und Paris, wobei ihr Interesse vor allem den Drucktechniken galt. Ihre Karriere begann sie als Theaterdekorateurin, zudem stieg sie in das Textilgeschäft ein. 
Andrée Brossin de Méré erhielt Aufträge der schweizerischen Zentrale für Handelsförderung und arbeitete mit den Textilherstellern American Viscose Corporation sowie mit British Celanese in London zusammen.
1948 kehrte Andrée Brossin in die Schweiz zurück und wurde von der Gruppe Schweizer Webereien Inano beauftragt, Stoffkreationen sowie Stickereien für die Pariser Modehäuser zu entwerfen. Auch entstand eine zehnjährige Zusammenarbeit mit dem italienischen Konsortium Groupe di Como sowie mit den grössten Seidenherstellern in Lyon.
Andrée Brossin de Méré erhielt 1951 erstmals öffentliche Aufmerksamkeit, als Christian Dior für seine Frühjahr/Sommerkollektion Textilien mit ihren Stoffentwürfen präsentierte. Ihre innovativen Stoffe regten auch Hubert de Givenchy, Yves Saint Laurent, Cristóbal Balenciaga, Madame Grès und Coco Chanel zu extravaganten Kreationen an.
1956 gründete Andrée Brossin de Méré das Unternehmen Les tisseurs B de M in Paris und dessen Niederlassung Tissus Brossin de Méré in Zürich. Ende der 1960er-Jahre änderte sie ihre Arbeitsweise und begann, aus ihren bisherigen Entwürfen Patchwork-Stoffe herzustellen. Die Verwendung dieser Patchworks von Yves Saint Laurent in einem Brautkleid von 1969 legte den Grundstein für ihre Zusammenarbeit, die neben Kollaborationen mit Nina Ricci und Paco Rabanne bis in die 1980er-Jahre anhielt. 1979 erfolgte im Kunstgewerbemuseum Zürich die «Tissus-Fantastiques»-Ausstellung.